# Coccophagus argocoxa
Coccophagus argocoxa är en stekelart som beskrevs av Annecke och Insley 1974. Coccophagus argocoxa ingår i släktet Coccophagus och familjen växtlussteklar.
Artens utbredningsområde är:
- Kenya.
- Uganda.

Inga underarter finns listade i Catalogue of Life.